# Piritiba
Piritiba – miasto i gmina w Brazylii, w stanie Bahia. Znajduje się w mezoregionie Centro-Norte Baiano i mikroregionie Jacobina.